# Le Chant du prisonnier
Pour plus de détails, voir Fiche technique et Distribution.
Le Chant du prisonnier (Heimkehr) est un film allemand réalisé par Joe May, sorti en 1928.

## Synopsis
Vers la fin de la Première Guerre mondiale, deux prisonniers de guerre, Karl et Richard, sont contraints depuis près de quatre ans à creuser des tranchées dans l'immensité des steppes sibériennes. Une fois par mois, ils marchent vers le camp de prisonniers pour s'approvisionner en vivre et matériel. Ainsi, la plupart du temps, ils sont seuls aussi décident-ils de s'enfuir. Lorsque Richard faiblit, Karl commence à chercher de la nourriture. A son retour, il s'aperçoit que Richard a été repéré et continue seul la fuite.
Il réussit et va chez la femme de Richard, Anna. Il se présente et apprend que Richard n'est pas encore rentré chez lui. Lorsqu'il part à la recherche d'un logement, Anna lui propose une place dans la pièce à côté. Une amitié se noue avec le temps. Après l'amnistie, Richard revient. Alors que Karl est sorti avec Anna, le rapatrié entre dans l'appartement vide. À leur retour, leur amitié se transforme en relation. Tout en s'embrassant, Richard sort de la pièce voisine et tire ses conclusions. Plus tard dans la nuit, Richard vient voir Anna prêt à lui pardonner mais se rend compte qu'il l'a perdue. De retour dans la chambre latérale où Karl semble dormir, il met son manteau et remarque son pistolet. Debout devant les éclats de sa relation, il envisage de lui tirer dessus. Lorsqu'il se réveille le lendemain matin, Richard est parti avec son coffre marin. Karl le retrouve sur un bateau mais ne parvient pas à le persuader de revenir.

## Fiche technique
- Titre original : Heimkehr
- Titre français : Le Chant du prisonnier
- Réalisation : Joe May
- Scénario : Joe May et Fritz Wendhausen d'après le roman de Leonhard Frank
- Pays d'origine : République de Weimar
- Format : Noir et blanc - 1,33:1 - Film muet
- Genre : drame
- Date de sortie : 1928

## Distribution
- Lars Hanson : Richard
- Dita Parlo : Anna
- Gustav Fröhlich : Karl
- Theodor Loos